# Benjamin Bullivant
Benjamin Bullivant war ein englischer Arzt und Apotheker. Von 1686 bis 1688 war er Attorney General des Dominion of New England.

## Leben
Über seine Herkunft ist nichts Sicheres bekannt. Einer zeitgenössischen Darstellung von John Dunton zufolge stammte er aus einer adeligen Familie, spätere Historiker haben jedoch zahlreiche Plagiate und Fehler in Duntons Werk aufgezeigt, so dass es nicht als zuverlässige Quelle gelten kann. Bullivant kam wohl 1685 von London nach Boston, offenbar brachte er auch seine Ehefrau mit nach Neuengland. Sie ist zwar selbst nicht dokumentiert, doch am 3. Januar 1686 verzeichnen die Kirchenregister der Old South Church die Taufe seiner Tochter Hannah. Bullivant war jedoch im Gegensatz zu fast allen alteingesessenen Bürgern Bostons kein Puritaner. Er zählte 1686 vielmehr zu den Gründern der King’s Chapel, des ersten anglikanischen Gotteshauses der Stadt, und diente (gemeinsam mit einem Richard Bankes) als deren erster Gemeindevorsteher.
1684 hatte König Charles II. die alte Charter von Massachusetts außer Kraft gesetzt und die Kolonie der Herrschaft eines von ihm ernannten Gouverneurs unterstellt. 1686 wurden dann unter seinem Nachfolger James II. alle neuenglischen Kolonien mit New York zu einer Kronkolonie, dem „Dominion of New England“, zusammengefasst. Bullivant machte als anglikanischer Neuankömmling im neuen Regime schnell Karriere. So war schon die Gründung der King’s Chapel einer der Schritte, mit denen die Dominanz der alten puritanischen Eliten in Boston gebrochen werden sollte. Bullivant praktizierte zunächst als Arzt, wurde aber 1686 vom neuen Gouverneur Joseph Dudley zum Generalstaatsanwalt (Attorney General) Neuenglands ernannt, obwohl er über keine juristische Ausbildung verfügte, und nach Dudleys Ablösung durch Edmund Andros im Dezember 1686 in diesem Amt bestätigt. In dieser Funktion geriet er oft mit den alten puritanischen Eliten der Stadt in Konflikt und machte sich durch seine offenbar oft spöttische und herablassende Art sehr unbeliebt. Einen besonderen Groll hegten die Mathers, eine der mächtigsten Familien der Stadt, gegen ihn, nachdem Bullivant mit dem nicht minder verhassten Edward Randolph versucht hatte, Increase Mather zu verhaften. Dessen Sohn Cotton Mather schildert die Episode in Parentator (1724) und schmäht Bullivant darin als one ’Pothecary Bullivant, a Memorable Justice (and Something else!). Am 20. Juni 1688 wurde Bullivant von George Farwell als Attorney General abgelöst, dafür aber zum Friedensrichter ernannt, und blieb einer der engsten Vertrauten Andros’. Im Verlauf des Bostoner Aufstandes gegen Andros im April 1689 wurde auch Bullivant für einige Wochen ins Gefängnis geworfen. Nach seiner Freilassung blieb er zunächst in Boston. Sein Tagebuch aus dem Sommer 1690, das die aus seiner Sicht anmaßenden Allüren der wieder an die Macht gelangten puritanischen Eliten dokumentierte, fand seinen Weg ins Londoner Board of Trade. Auch richtete er eine Petition an den neuen König William III., in der er die Umstände seiner Verhaftung schilderte, und beeinflusste so wohl die Entscheidung des Königs, die alte Charter Massachusetts’ nicht wieder in Kraft zu setzen und stattdessen eine neue Charter zu erlassen und Sir William Phips zum neuen königlichen Gouverneur zu ernennen. Zwischenzeitlich kehrte Bullivant wohl nach England zurück, ließ sich aber später wieder in Boston nieder, wo er wieder als Arzt praktizierte. Sein Tagebuch einer 1697 unternommenen Reise von Boston nach Philadelphia mit seinen Beschreibungen des kolonialen Alltagslebens ist für die Geschichtswissenschaft als Zeitdokument von einigem Interesse.
Nathaniel Hawthorne porträtierte Bullivant 1831 in seiner biographisch-literarischen Skizze Dr. Bullivant, die einen Versuch darstellt, eine obskure Person zum Leben zu erwecken, die in der Geschichtsschreibung nur eine Randnotiz darstellt. Bullivant tritt zudem in Hawthornes Kurzgeschichte The Gray Champion (1835) auf, die vom Aufstand gegen Andros handelt. In beiden Werken wird hervorgehoben, dass es vor allem Bullivants Witz und Spott waren, die ihn unter den Puritanern Bostons so verhasst machten.

## Schriften
- Journal of Dr. Benjamin Bullivant [1690]. In: Proceedings of the Massachusetts Historical Society XVI, 1878. S. 103–108.
- Part of a Letter from Mr. Benjamin Bullivant, at Boston, in New England; to Mr James Petiver, Apothecary, and Fellow of the Royal Society, in London. Concerning Some Natural Observations He Had Made in Those Parts . In: Philosophical Transaction, Band 20, Nr. 240, 1. Januar 1698. S. 167–168.
- A Journal with Observations on My Travel from Boston in N[ew]. E[ngland]. to N[ew]. Y[ork]., New-Jersies & Philadelphia in Pennsylvania [1697]. Publiziert als: Wayne Andrews (Hrsg.): A Glance at New York in 1697: The Travel Diary of Dr. Benjamin Bullivant. New York, 195?. (Revidierte Ausgabe des Abdrucks in The New York Historical Society Quarterly 60, 1956, S. 55–73.)